# Shakhriyar Mamedyarov
Shakhriyar Mamedyarov, en ocasiones escrito en su transliteración Şəhriyar Məmmədyarov  (12 de abril de 1985 en Sumqayit, Azerbaiyán) es un Gran Maestro Internacional de ajedrez y catalogado como uno de los más grandes genios en la historia de este deporte.

En 2003, Mamedyarov ganó el Campeonato Mundial Junior de Ajedrez, así como en el 2005, alcanzando un rendimiento increíble de 2953 tras ocho rondas . En 2005 jugó la Copa de Europa de clubes y tuvo el segundo mayor rendimiento elo calculado en 2913, entre todos los participantes (Vasili Ivanchuk tuvo el más alto). Fue primero en el torneo Abierto Aeroflot en Moscú en febrero de 2006, con 6.5/9 puntos. 
El Maestro Internacional Goran Antunac ha comentado que Mamedyarov es un virtuoso del manejo de las piezas de ajedrez, buscando con gran acierto las mejores casillas para sus piezas. 
En octubre de 2006, Mamedyarov ganó el torneo cerrado Essent de ajedrez con 4.5/6 puntos, empatado con Judit Polgár a puntos, pero teniendo mejor desempate Sonneborn-Berger que ella.
En las Olimpíadas de ajedrez de 2012, ganó 2 medallas de oro y fue el mejor jugador individual del torneo.
Actualmente es el número 1 de Azerbaiyán, con un elo de 2767 puntos, y el número 9 del mundo de entre los jugadores en activo (lista de la FIDE, enero de 2022).